# December, 1963 (Oh, What a Night)
"December, 1963 (Oh, What a Night)" is een nummer van de Amerikaanse band The Four Seasons. Het nummer verscheen op hun album Who Loves You uit 1975. In december van dat jaar werd het nummer uitgebracht als de tweede single van het album.

## Achtergrond
"December, 1963 (Oh, What a Night)" is geschreven door toetsenist Bob Gaudio en zijn vrouw Judy Parker en geproduceerd door Gaudio. Het wordt gezongen door drummer Gerry Polci, terwijl de gewoonlijke zanger Frankie Valli de brug zingt. Basgitarist Don Ciccone zingt tevens een aantal regels in falsetto. Volgens Gaudio speelde het nummer zich oorspronkelijk af in 1933 onder de titel "December 5th, 1933" en ging het over het einde van de drooglegging in de Verenigde Staten. Op aandringen van Valli en Parker werd het echter herschreven naar een herinnering aan de eerste liefde van een jonge man, en specifieker, de relatie tussen Gaudio en Parker.
"December, 1963 (Oh, What a Night)" is een uptempo nummer met veel pianospel. Het werd uitgebracht als single in december 1975 en kwam in het Verenigd Koninkrijk op 21 februari 1976 op de nummer 1-positie in de UK Singles Chart. Op 13 maart werd de plaat ook in de Amerikaanse Billboard Hot 100 een nummer 1-hit, waar het drie weken bleef staan. Op 10 april behaalde de plaat in Canada de nummer 1-positie. Het bleek de laatste nummer 1-hit van de groep. In een aantal andere landen bereikte het ook de top 10, waaronder in Australië, Nieuw-Zeeland en Noorwegen.
In Nederland werd de plaat op zaterdag 13 maart 1976 verkozen tot de 260e Troetelschijf van de week op Hilversum 3 en werd een hit in de destijds twee hitlijsten op de nationale popzender. De plaat bereikte de 3e positie in zowel de Nederlandse Top 40 (destijds uitgezonden door de TROS op de befaamde TROS donderdag met dj Ferry Maat) als de Nationale Hitparade.
In België bereikte de plaat eveneens de 3e positie in zowel de Vlaamse Ultratop 50 als de Vlaamse Radio 2 Top 30.
In 1976 bracht Claude François een Franstalige cover van "December, 1963 (Oh, What a Night)" uit onder de titel "Cette année-là", welke een hit werd in Frankrijk en Wallonië. In 2000 werd de plaat gecoverd door Yannick onder de titel "Ces soirées-là", die er een nummer 1-hit in Frankrijk en Wallonië mee behaalde. In 2016 bracht M. Pokora een cover van het nummer uit en scoorde een top 10-hit in Frankrijk.
In de zomer van 1988 bracht Ben Liebrand een remix van "December, 1963 (Oh, What a Night)" uit. De remix werd in Nederland een hit in de destijds twee hitlijsten op toen Radio 3 en bereikte de 6e positie in de Nederlandse Top 40 en de 18e positie in de Nationale Hitparade Top 100.
In België bereikte de remix versie de 8e positie in de Vlaamse Ultratop 50 en de 9e positie in de Vlaamse Radio 2 Top 30.
In 1993 werd deze remix uitgebracht in een aantal andere landen. In de Verenigde Staten bereikte de plaat de 14e positie in de Billboard Hot 100 en in Australië en Nieuw-Zeeland werd het een top 10-hit.

## Hitnoteringen

### The Four Seasons

#### Nederlandse Top 40
| Hitnotering: 20-03-1976 t/m 22-05-1976 | Hitnotering: 20-03-1976 t/m 22-05-1976 | Hitnotering: 20-03-1976 t/m 22-05-1976 | Hitnotering: 20-03-1976 t/m 22-05-1976 | Hitnotering: 20-03-1976 t/m 22-05-1976 | Hitnotering: 20-03-1976 t/m 22-05-1976 | Hitnotering: 20-03-1976 t/m 22-05-1976 | Hitnotering: 20-03-1976 t/m 22-05-1976 | Hitnotering: 20-03-1976 t/m 22-05-1976 | Hitnotering: 20-03-1976 t/m 22-05-1976 | Hitnotering: 20-03-1976 t/m 22-05-1976 | Hitnotering: 20-03-1976 t/m 22-05-1976 |
| Week                                   | 1                                      | 2                                      | 3                                      | 4                                      | 5                                      | 6                                      | 7                                      | 8                                      | 9                                      | 10                                     |                                        |
| -------------------------------------- | -------------------------------------- | -------------------------------------- | -------------------------------------- | -------------------------------------- | -------------------------------------- | -------------------------------------- | -------------------------------------- | -------------------------------------- | -------------------------------------- | -------------------------------------- | -------------------------------------- |
| Positie                                | 22                                     | 13                                     | 8                                      | 3                                      | 3                                      | 4                                      | 6                                      | 13                                     | 23                                     | 38                                     | uit                                    |

#### Nationale Hitparade
| Hitnotering: 20-03-1976 t/m 08-05-1976 | Hitnotering: 20-03-1976 t/m 08-05-1976 | Hitnotering: 20-03-1976 t/m 08-05-1976 | Hitnotering: 20-03-1976 t/m 08-05-1976 | Hitnotering: 20-03-1976 t/m 08-05-1976 | Hitnotering: 20-03-1976 t/m 08-05-1976 | Hitnotering: 20-03-1976 t/m 08-05-1976 | Hitnotering: 20-03-1976 t/m 08-05-1976 | Hitnotering: 20-03-1976 t/m 08-05-1976 | Hitnotering: 20-03-1976 t/m 08-05-1976 |
| Week                                   | 1                                      | 2                                      | 3                                      | 4                                      | 5                                      | 6                                      | 7                                      | 8                                      |                                        |
| -------------------------------------- | -------------------------------------- | -------------------------------------- | -------------------------------------- | -------------------------------------- | -------------------------------------- | -------------------------------------- | -------------------------------------- | -------------------------------------- | -------------------------------------- |
| Positie                                | 19                                     | 13                                     | 5                                      | 3                                      | 3                                      | 4                                      | 8                                      | 23                                     | uit                                    |

#### NPO Radio 2 Top 2000
| Nummer met noteringen in de NPO Radio 2 Top 2000 | '99  | '00  | '01  | '02  | '03  | '04 | '05  | '06 | '07  | '08  | '09-'12 | '13  | '14  | '15  |
| ------------------------------------------------ | ---- | ---- | ---- | ---- | ---- | --- | ---- | --- | ---- | ---- | ------- | ---- | ---- | ---- |
| December, 1963 (Oh, What a Night)                | 1349 | 1624 | 1523 | 1974 | 1862 | -   | 1984 | -   | 1758 | 1999 | -       | 1702 | 1510 | 1958 |

1. ↑  Een '-' betekent dat het nummer niet was genoteerd en een vetgedrukt getal geeft de hoogste notering aan.
2. ↑  Deze tabel is bijgewerkt tot en met de laatste editie (2024).

### Ben Liebrand

#### Nederlandse Top 40
| Hitnotering: 09-07-1988 t/m 27-08-1988 | Hitnotering: 09-07-1988 t/m 27-08-1988 | Hitnotering: 09-07-1988 t/m 27-08-1988 | Hitnotering: 09-07-1988 t/m 27-08-1988 | Hitnotering: 09-07-1988 t/m 27-08-1988 | Hitnotering: 09-07-1988 t/m 27-08-1988 | Hitnotering: 09-07-1988 t/m 27-08-1988 | Hitnotering: 09-07-1988 t/m 27-08-1988 | Hitnotering: 09-07-1988 t/m 27-08-1988 | Hitnotering: 09-07-1988 t/m 27-08-1988 |
| Week                                   | 1                                      | 2                                      | 3                                      | 4                                      | 5                                      | 6                                      | 7                                      | 8                                      |                                        |
| -------------------------------------- | -------------------------------------- | -------------------------------------- | -------------------------------------- | -------------------------------------- | -------------------------------------- | -------------------------------------- | -------------------------------------- | -------------------------------------- | -------------------------------------- |
| Positie                                | 35                                     | 27                                     | 23                                     | 20                                     | 16                                     | 16                                     | 21                                     | 38                                     | uit                                    |

#### Nationale Hitparade Top 100
| Hitnotering: 02-07-1988 t/m 17-09-1988 | Hitnotering: 02-07-1988 t/m 17-09-1988 | Hitnotering: 02-07-1988 t/m 17-09-1988 | Hitnotering: 02-07-1988 t/m 17-09-1988 | Hitnotering: 02-07-1988 t/m 17-09-1988 | Hitnotering: 02-07-1988 t/m 17-09-1988 | Hitnotering: 02-07-1988 t/m 17-09-1988 | Hitnotering: 02-07-1988 t/m 17-09-1988 | Hitnotering: 02-07-1988 t/m 17-09-1988 | Hitnotering: 02-07-1988 t/m 17-09-1988 | Hitnotering: 02-07-1988 t/m 17-09-1988 | Hitnotering: 02-07-1988 t/m 17-09-1988 | Hitnotering: 02-07-1988 t/m 17-09-1988 | Hitnotering: 02-07-1988 t/m 17-09-1988 |
| Week                                   | 1                                      | 2                                      | 3                                      | 4                                      | 5                                      | 6                                      | 7                                      | 8                                      | 9                                      | 10                                     | 11                                     | 12                                     |                                        |
| -------------------------------------- | -------------------------------------- | -------------------------------------- | -------------------------------------- | -------------------------------------- | -------------------------------------- | -------------------------------------- | -------------------------------------- | -------------------------------------- | -------------------------------------- | -------------------------------------- | -------------------------------------- | -------------------------------------- | -------------------------------------- |
| Positie                                | 94                                     | 52                                     | 29                                     | 27                                     | 21                                     | 18                                     | 20                                     | 39                                     | 44                                     | 58                                     | 62                                     | 79                                     | uit                                    |